# Чёрный конус
Чёрный конус, Монумент гражданскому неповиновению (исл. Svarta Keilan, Minnisvarði um Borgaralega Óhlýðni, англ. The Black Cone, Monument to Civil Disobedience) — камень-памятник в Рейкьявике, установленный напротив здания парламента Исландии, был поставлен в 2012 году в честь третьей годовщины протестов («Кастрюльная революция») в ходе преодоления кризиса 2008—2011 годов.
Автор памятника — испанский художник Сантьяго Сьерра.
Памятник представляет собой камень высотой почти два метра (шесть футов), расколотый пополам чёрным конусом. На камне закреплена табличка с цитатой на двух языках (исландском и английском) из Декларации прав человека и гражданина (не из первоначального 1789 года, а из расширенной версии 1793 года), являющейся важнейшим документом Великой французской революции и истории защиты прав человека вообще:

«Когда правительство нарушает права народа, восстание составляет для каждой части народа самое священное из прав и самую необходимую из обязанностей»
Оригинальный текст (исланд.)Þegar ríkisstjórn brýtur á rétti þegnanna, þá er uppreisn helgasti réttur og ófrávíkjanlegasta skylda þegnanna sem og hvers hluta þjóðarinnar.
Оригинальный текст (англ.)When the government violates the rights of the people, insurrection is for the people and for each portion of the people the most sacred of rights and the most indispensable of duties.

Первоначально памятник на площади перед парламентом был поставлен в рамках выставки «NO», организованной Художественным музеем Рейкьявика. Сантьяго Сьерра собственноручно его расколол в ходе установки. А потом автор подарил его городу с условием, что он останется на исходном месте. Это вызвало серьёзные споры. Однако в итоге городской совет решил оставить памятник, перенеся его в юго-западный угол площади Остурвёльер.